# Tinh Tế (nhà Thanh)
Tinh Tế (giản thể: 精济; phồn thể: 精濟, tiếng Mãn: ᠵᡳᠩᠵᡳ, chuyển tả: Jingji, 14 tháng 1 năm 1645 – 22 tháng 6 năm 1649) là một Quận vương nhà Thanh trong lịch sử Trung Quốc.

## Cuộc đời
Tinh Tế sinh vào giờ Sửu ngày 17 tháng 12 (âm lịch) năm Thuận Trị đầu tiên (1644) trong gia tộc Ái Tân Giác La. Ông là con trai thứ 2 của Trấn Quốc công Hỗ Tắc – con trai thứ tám của Lễ Thân vương Đại Thiện. Mẹ ông là Đích phúc tấn Bác Nhĩ Tế Cát Đặc thị, con gái của Tang A Nhĩ Tái – một Đài cát của Khoa Nhĩ Thấm. Năm 1646, Hỗ Tắc qua đời khi Tinh Tế chỉ vừa 2 tuổi. Dù là con trai thứ nhưng là là người con lớn nhất do Đích thê sinh ra, Tinh Tế được tập tước Phụng ân Trấn quốc công vào tháng 6 cùng năm, không lâu sau thì được thăng làm Đa La Quận vương. Nhưng chỉ 3 năm sau, Tinh Tế qua đời ngày 13 tháng 5 (âm lịch) năm 1649, được truy thụy "Hoài Mẫn" (懷愍). Em trai cùng mẹ của ông là Kiệt Thư thừa kế tước vị Quận vương.